# 上相浦站

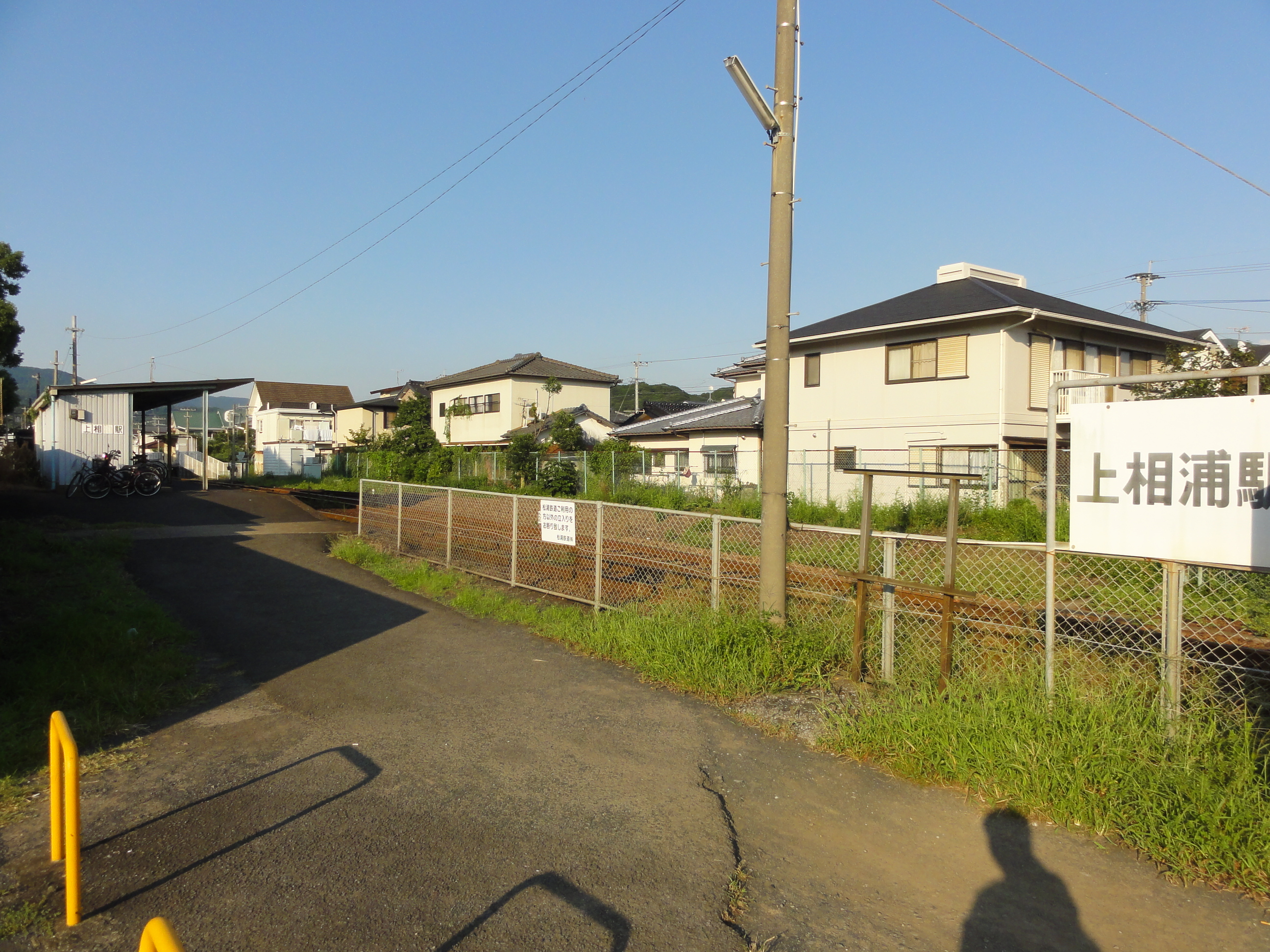
車站入口（2011年9月）

上相浦站（日语：／ Kami-Ainoura eki */?）是位於長崎縣佐世保市新田町，屬於松浦鐵道的西九州線車站。

## 歷史
- 1920年（大正9年）3月27日 - 佐世保輕便鐵道（後來為佐世保鐵道（日语：佐世保鉄道））山口停留場啟用。但是在全線開通前，舊站位於相浦川（日语：相浦川）對面岸。
- 1922年（大正11年）
  - 1月18日 - 變更為停車場得到認可。
  - 6月1日 - 改名為上相浦站[1]。
- 1936年（昭和11年）10月1日 - 佐世保鐵道國有化[2]，成為松浦線車站。
- 1962年（昭和37年）10月1日 - 結束貨物業務。
- 1970年（昭和45年）10月1日 - 成為無人車站。
- 1987年（昭和62年）4月1日 - 伴隨國鐵分割民營化，車站由九州旅客鐵道（JR九州）營運[3][4][5]，成為JR九州松浦線車站。
- 1988年（昭和63年）4月1日 - 松浦鐵道接管松浦線，成為松浦鐵道西九州線車站。
- 1992年（平成4年）7月15日 - 隨著增加列車班次，重開列車交會設備[6]（重用上行線，新設月台）。

## 車站構造
本站是地面車站，設有2面2線的相對式月台。此站是無人車站，沒有設置站房，只設有候車室。兩月台之間設有站內平交道連接。車站附近設有自動販賣機。本站在國鐵時代末期曾設有由棚車改造的站房。

### 月台
| 月台 | 路線      | 上下行 | 方向                               |
| ---- | --------- | ------ | ---------------------------------- |
| 東邊 | ■西九州線 | 上行   | 佐佐、田平平戶口、松浦、伊萬里方向 |
| 西邊 | ■西九州線 | 下行   | 佐世保方向                         |

## 利用狀況
在2018年度，1日平均上落車人次為598人。在2005年度，1日平均上落車人次為714人。

## 車站周邊
- 相浦地區公民館
- 佐世保西郵局（日语：佐世保西郵便局）
- 上相浦保育所
- 佐世保市政廳（日语：佐世保市役所）相浦分所
- 佐世保市立相浦小學
- 相浦幼稚園、東相浦幼稚園
- 相浦警署（日语：相浦警察署）
- 長崎縣立佐世保特別支援學校（日语：長崎県立佐世保特別支援学校）
- 飯盛神社（日语：飯盛神社 (佐世保市)）
- 洪德寺（日语：洪徳寺）
- 愛宕山（日语：愛宕山 (佐世保市)）

## 相鄰車站
松浦鐵道
西九州線
普通、快速
大學－上相浦－本山

## 注腳
1. ↑  「地方鉄道名称変更」『官報』1922年6月7日（國立國會圖書館數碼化資料）
2. ↑  「鉄道省告示第326.327号」『官報』1936年9月29日（國立國會圖書館數碼化收藏）
3. ↑  九州鉄道百年祭実行委員会・百年史編纂部会 (编).  初版. 九州旅客鉄道. 1988: 181 （日语）.
4. ↑  『交通年鑑 昭和63年版』 交通協力會，1988年3月。
5. ↑  今村都南雄 『民営化の效果と現実NTTとJR』 中央法規出版，1997年8月。ISBN 978-4805840863
6. ↑  . 交通新聞 (交通新聞社). 1992-03-09: 1.
7. ↑  佐世保市統計書
8. ↑  長崎縣統計年鑑

## 外部連結
- 上相浦站時間表 （页面存档备份，存于）（日語） - 松浦鐵道